# Budova NIS
Budova NIS (společnosti Naftna industrija Srbije) se nachází na jižním okraji Bulváru Osvobození v srbském městě Novi Sad. Přesněji v místní části Liman, na rohu třídy Bulvár Osvobození a Narodnog fronta, v blízkosti Limanského parku. Jedná se o rozsáhlou kancelářskou budovu. Její adresa je Narodnog fronta 12.

## Popis
Rozsáhlý komplex, který vznikl v duchu postmoderní mezinárodní architektury, tvoří několik propojených křídel o výšce až dvanácti pater. Na jeho projektu se podíleli tři jugoslávští architekti: Aleksandar Keković, Ivan Pantić a Zoran Županjevac. Monumentální stavba měla představoval vizuální bránu pro všechny, kteří přijíždějí do Nového Sadu po Mostu Svobody ze směru Šabac a Ruma. Její součástí bylo veřejné prostranství se zahradou a fontána. Severně od budovy na ní měla navazovat další část s občanskou vybaveností, ta však nebyla nikdy realizována a na jejím místě nakonec vznikl obchodní dům slovinské společnosti Mercator.

## Historie
Stavební práce na objektu byly zahájeny v roce 1989 a dokončeny o devět let později. Délka prací odpovídala zpožděním, které způsobily turbulentní 90. léta na území tehdejší Svazové republiky Jugoslávie, především sankce. Po dokončení ji začalo místní obyvatelstvo vnímat jako symbol opulentně dekorativní architektury 90. let 20. století a označovat jako Karingtonka, odkazující na televizní seriál Dallas.
V druhé dekádě 21. století se původní společnost, která v budově sídlila, plánovala odstěhovat a namísto ní měl být objekt přebudován na luxusní hotel.